# Байя-Негра
Байя-Негра (исп. Bahía Negra) — округ в департаменте Альто-Парагвай. Расположен на правом берегу реки Парагвай. Население оценивается примерно в 2537 человек.